# Kairi Sorano
Kairi Sorano (空廼カイリ, Sorano Kairi, nacido 23 de octubre en Japón), también conocido como Kaili Sorano, es un mangaka que además de haber creado la serie manga Mother Keeper (dibujo e historia) ha trabajado también en otros proyectos suyos tales como Cristo - Jougan no Messiah (2004, dibujo e historia) o Monochrome Factor (2005, creador original del manga y dibujo e historia de la serie de anime). Su nombre se puede escribir tanto como Kairi como Kaili. Algunos de sus hobbies son los juegos, la fotografía, el teatro, la cocina, el cine y la animación. Algunas de sus películas favoritas son Doce monos, Léon y Blade y algunos de sus juegos predilectos son Final Fantasy VII, Ace Combat, Armored Core, Halo y Saints Row 2. Entre las bebidas que más le gustan se encuentra el ron, el vino y el sake.